# Skimmia japonica

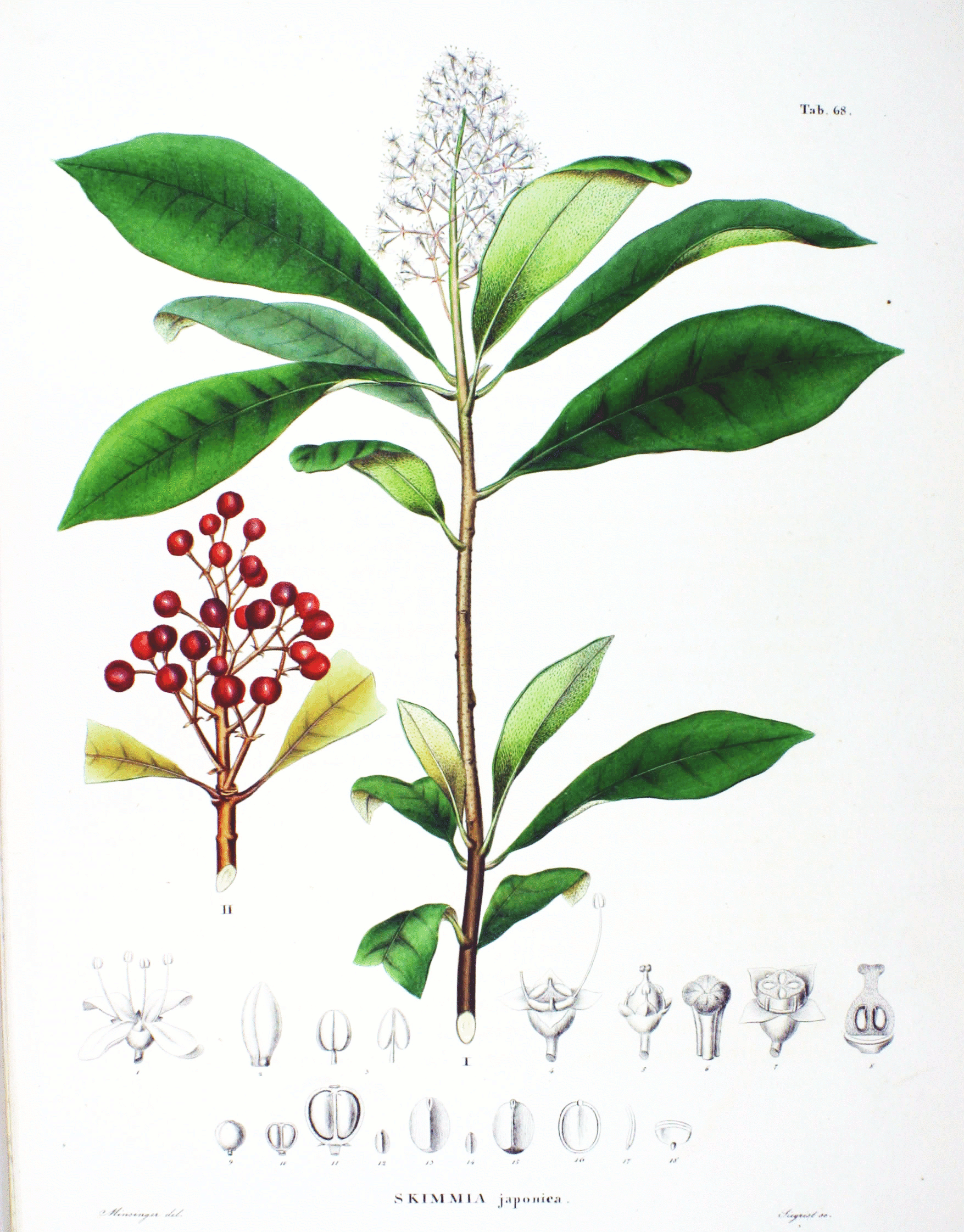
Skimmia japonica, Illustration

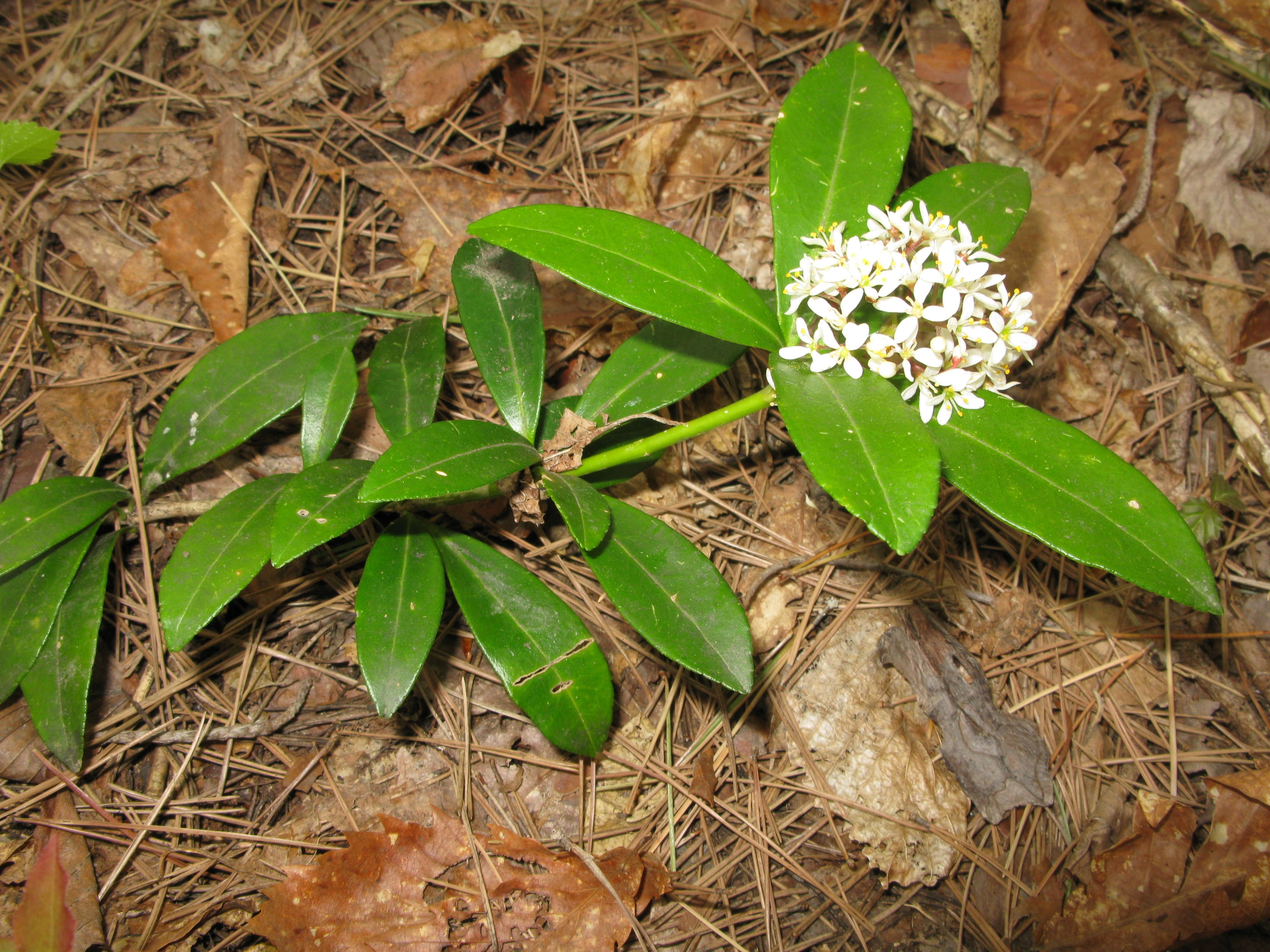
Skimmia japonica var. intermedia

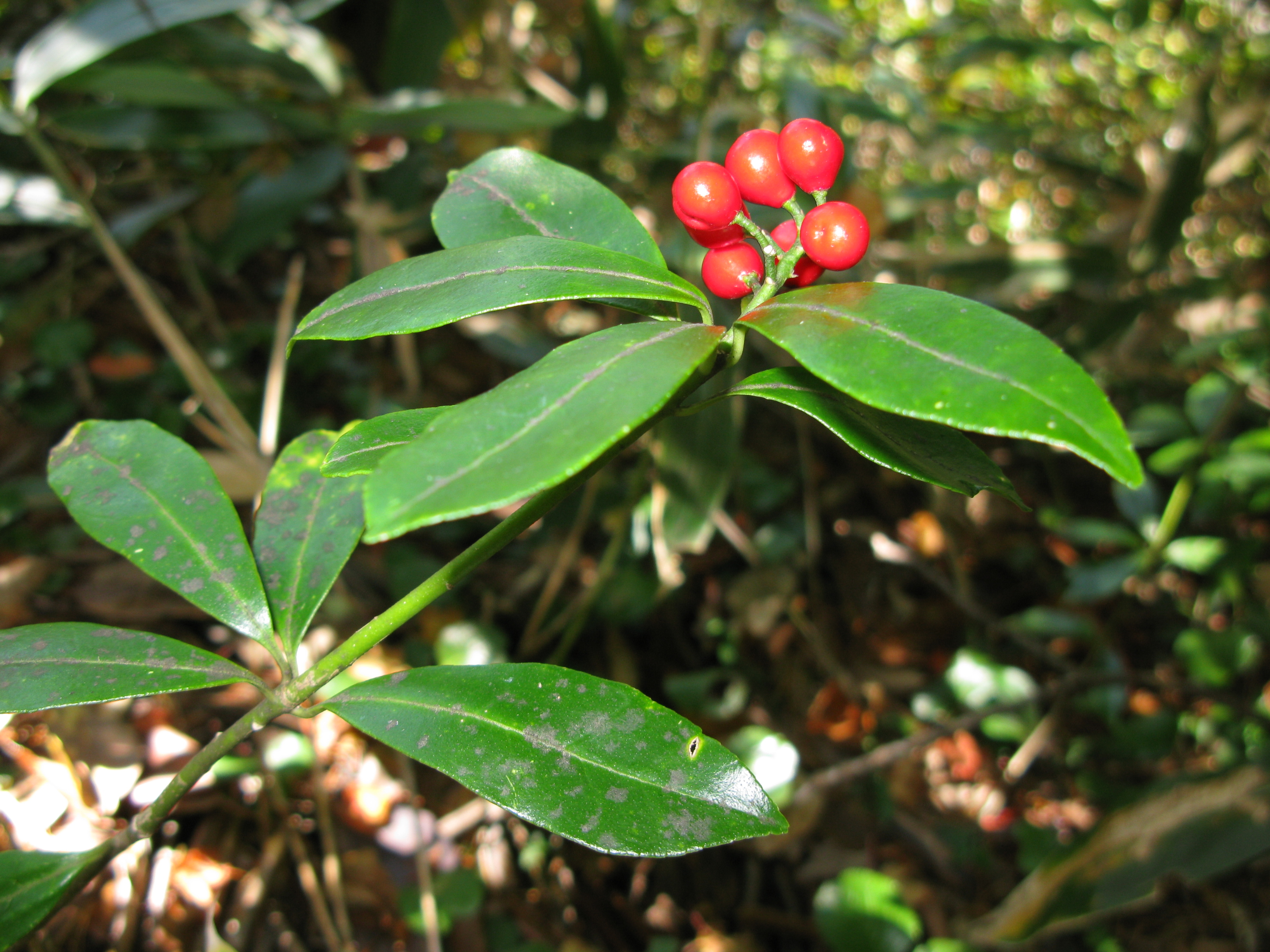
Skimmia japonica var. intermedia mit Früchten

Skimmia japonica ist eine in Ostasien heimische Pflanzenart aus der Gattung der Skimmien (Skimmia) in der Familie der Rautengewächse (Rutaceae). Vor allem eine Vielzahl an Zuchtformen dieser Art sind beliebte Zierpflanzen.

## Verbreitung
Die Heimat von Skimmia japonica liegt in Japan, Korea und China. Die Pflanzen wachsen dort als Unterbewuchs in Wäldern.

## Beschreibung
Skimmia japonica wächst als immergrüner Strauch mit Wuchshöhen bis 7 m, wobei Exemplare in gemäßigten Breiten selten mehr als 1,5 m erreichen. Die ledrigen Laubblätter sind mehr oder weniger rosettig am Ende der Zweige angeordnet. Sie sind 7 bis 10 cm groß und auf der Oberseite frischgrün; die Unterseite ist gelblicher getönt.
Die Pflanze ist zweihäusig (diözisch), wobei es auch zwittrige Sorten gibt. Die weißen Blüten stehen in endständigen Rispen und riechen süßlich (siehe Synonym Skimmia fragrans, von fragrans „duftend“). Die Blütenstände mit den Blütenknospen sind rötlich bis bräunlich gefärbt und haben bereits einen Zierwert. Sie werden oft schon im Herbst gebildet, während die Blüten sich erst im Frühjahr öffnen. Die kugeligen einsamigen Beeren sind auffällig rot und etwa erbsengroß.
Die Chromosomenzahl beträgt 2n = 30 oder 60.

## Giftigkeit
Die ganze Pflanze gilt als wenig giftig.
Hauptwirkstoffe: im Holz der Zweige Skimmin, in den Blättern Sosolin, Dictamin, Skimmianin, Edulin und (+)-Platydosmin.
Vergiftungserscheinungen: Skimmiamin potenziert die Wirkung von Adrenalin, sensibilisiert die spinalen Reflexe, entspannt die glatte und erhöht den Tonus der quergestreiften Muskulatur.

## Systematik
Synonyme für die Art sind Skimmia fragans Carrière sowie Skimmia oblata T. Moore (1821–1887). Es werden je nach Autor folgende Varietäten oder Formen unterschieden:
- Skimmia japonica var. japonica (Syn.: Skimmia japonica var. veitchii (Carrière) Rehder, Skimmia oblata var. veitchii (Carrière) Carrière, Skimmia veitchii Carrière): Sie kommt in Japan, Taiwan und auf Sachalin vor.[2]
- Skimmia japonica var. intermedia Komatsu (Syn.: Skimmia japonica f. repens (Nakai) H. Hara, Skimmia repens Nakai): Sie kommt in Japan, auf Sachalin und auf den Kurilen vor.[2]

### Zuchtformen
Es ist eine Vielzahl an Zuchtformen entstanden; es folgt eine Auswahl:
- ‚Emerald King‘,
- ‚Fragrans‘,
- ‚Keessen‘,
- ‚Kew White‘,
- ‚Nymans‘,
- ‚Rubella‘,
- ‚Rubinetta‘,
- ‚Ruby Dome‘,
- ‚Veitchii‘, auch ‚Foremannii‘ genannt,
- ‚Wanto‘ sowie
- ‚White Gerpa‘.

## Kultur
Wird die Pflanze als Zimmerpflanze kultiviert, so ist es schwierig, den Fruchtansatz zu gewährleisten: Da die Pflanze zweihäusig ist, müssen männliche und weibliche Exemplare zusammen gehalten werden, außerdem findet die Bestäubung normalerweise durch Insekten statt und muss bei Kultivierung in geschlossenen Räumen künstlich mit dem Pinsel erfolgen.
Japanische Skimmien sind je nach Sorte mehr oder weniger frosthart. Fast alle Sorten kann man in Mitteleuropa im Freien kultivieren. Sie wachsen auch in Schatten oder Halbschatten und mögen ähnlich wie Rhododendren humosen, leicht sauren Boden.